# Đảo Auhah
Đảo Auhah (tiếng Ả Rập: عوهة) là một hòn đảo nhỏ thuộc Kuwait. Đảo dài 800 m, rộng 540 m; cách đảo Failaka 16 km về phía đông nam, cách Salmiya (nằm trên đất liền) 41 km. Ngoại trừ một ngọn hải đăng và một bãi đậu trực thăng nhỏ, phần còn lại của đảo không có người ở.
Đảo quản lý bởi Dịch vụ hỗ trợ hàng hải Trung Đông (Middle East Navigation Aids Service)